# 蒂索克
蒂索克（?—1486年），又称蒂索西克（Tizocic），敬称蒂索西卡特辛（Tizocicatzin），是阿兹特克特诺奇蒂特兰的第7位统治者、第4位阿兹特克帝国君主，1481年至1486年在位。
蒂索克是前任君主阿沙亚卡特尔的弟弟，在阿沙亚卡特尔于1481年驾崩后即位。他的统治时期相对较为短暂，他主要着手修建了特诺奇蒂特兰的大金字塔，并镇压了托卢卡的异族叛乱。根据门多萨手抄本，蒂索克在他的统治时期征服了14个城邦。蒂索克于1486年驾崩，原因至今仍未查明，有猜测他是被毒害而死。